# CRAIC CR929
Die CRAIC CR929 (ursprünglich Comac C929, dann CRAIC C929) ist ein geplantes zweistrahliges Großraumflugzeug für Mittel- oder Langstrecke mit zwei Gängen (englisch twin aisle) in voraussichtlich drei Versionen CR929-500, CR929-600 und CR929-700 und einer Reichweite von bis zu 12.000 Kilometern; ein Erstflug ist nicht vor 2030 zu erwarten. Das Flugzeug soll im Segment der Airbus A330, A350 und Boeing 787 und 767 platziert werden.

## Entwicklung
Die Chinesisch-Russische Zusammenarbeit begann 2014 und führte nach der Unterzeichnung der entsprechenden Vereinbarung am 25. Juni 2016 im Folgejahr zum formell in Shanghai registrierten Joint Venture namens CRAIC. Elemente zum Beispiel des Cockpits sollten laut chinesischen Angaben bei der neuen CR929 mit der chinesischen C919 baugleich sein. Der Erstflug hätte laut Angaben aus dem Jahr 2016 ursprünglich bis 2023 erfolgt sein sollen, dies war vom Hersteller noch im Jahr 2020 unverändert so verkündet worden. 
Im selben Jahr 2020 wurde aber auch von einer Verzögerung des Projekts berichtet, weil sich die zwei Partner nicht über den Vertrieb hätten einigen können. Während chinesische und russische Ingenieure Mitte 2020 in Windkanaltests und am Computer das definitive Design der CRAIC CR929 verbesserten und von chinesischer und russischer Seite die Zulieferer definiert werden sollten, gab es eine unterschiedliche Interpretation der beiden Länder über die strategische Ausrichtung des Projektes: Während Russland mit dem Projekt in neue Märkte vorstoßen möchte, auch den Chinesischen, will China in erster Linie Zugang zu neuen Technologien erhalten, „um ihren heimischen Markt mit eigenen Flugzeugen zu bewahren“. 
Das Programm verzögerte sich zusätzlich durch die COVID-19-Pandemie, die einen Austausch zwischen den beiden Entwickler-Gremien, abgesehen von der Sprachbarriere, zusätzlich erschwerte. Die Kosten des Projektes wurden zu dieser Zeit von russischer Seite zwischen 13 und 20 Milliarden US-Dollar geschätzt. Im Juni 2022 wurde seitens Russland gar ein Ausstieg aus dem Projekt überlegt, da China immer weniger bereit sei, auf Russland Rücksicht zu nehmen, worauf man sich offensichtlich einigte, die Konstruktion abzuändern, um auf russischen Wunsch hin den Anteil westlicher Komponenten zu minimieren. Auf Aviationweek war um diese Zeit die Einschätzung zu lesen, dass die Teams in Moskau und Shanghai nun die neue definitive Konfiguration bestimmen würden, und wonach laut Denis Manturow eine Aufnahme der Flugerprobung im Jahr 2030 angestrebt würde. Ein hoher Vertreter von COMAC sagte am 15. September 2022, der Entwurf befinde sich nun in der „Vorkonstruktion“, was die russische Seite aviation21.ru, als „fast ein Neubeginn“ umschrieb. Ende Juni 2023 zog sich Russland aus dem Projekt zurück und ist seitdem nur noch Zulieferer.

## Produktionsaufteilung
Das Flugzeug wird von dem sino-russischen Gemeinschaftsunternehmen China-Russia Commercial Aircraft International Company (CRAIC) gebaut. Das Flugzeug wird bei UAC entworfen. Die Tragflügel, Triebwerksaufhängungen und -verkleidungen werden von UAC, das Heck und der Rumpf von COMAC gebaut. Die Endmontage soll in Shanghai erfolgen.
Als Triebwerke der ersten Serienflugzeuge waren bis 2022 zunächst Nebenstromtriebwerke von Rolls-Royce oder General Electric vorgesehen. Spätere Produktionsserien (etwa ab 2030) sollten russische oder chinesische Triebwerke erhalten. Das russische Triebwerk PD-35 wird aus dem Awiadwigatel PD-14 abgeleitet mit einer Schubkraft von etwa 340 bis 390 kN. Auf den Erhalt westlicher Triebwerke konnte sich Russland nach dem Russischen Überfall auf die Ukraine 2022 und den damit verbundenen Sanktionen nicht mehr verlassen. Es bestand in Russland zudem die Dringlichkeit, wegen dieser Sanktionen Triebwerke für russische Flugzeuge herzustellen, womit die Entwicklung der PD-35-Triebwerke hinten an stehen musste. Mit einer Serienreife sei nicht vor 2029 zu rechnen, so die Flug Revue im Dezember 2022. Die chinesische Seite will eigene CJ-2000-Triebwerke in dieser Leistungsklasse entwickeln, was von Seiten russischer Experten mit einer gewissen Skepsis betrachtet wird, angesichts der Tatsache, dass bisher nur westliche Hersteller Triebwerke für Großraumflugzeuge mit mehr als 340 kN Schubkraft anbieten und China bisher keine Erfahrung und Technologie auf diesem Gebiet hat.

## Technische Daten
| Kenngröße            | CRAIC CR929       |
| -------------------- | ----------------- |
| Länge                | 63,25 m           |
| Spannweite           | 55,60 m           |
| Höhe                 | 13,50 m           |
| Rumpfdurchmesser     | 5,92 m            |
| Sitzplätze           | 280–350           |
| max. Startmasse      | 220.000 kg        |
| Reisegeschwindigkeit | k. A.             |
| Reichweite           | 12.000 km         |
| Triebwerke           | k. A.             |
| Leistung             | je ca. 340–390 kN |
| Startstrecke         | k. A.             |
| Landestrecke         | k. A              |

Diese Angaben sind teilweise vorläufig und unbestätigt. Sie sollen eine Vorstellung über die Größe des Projektes liefern.

## Namensgebung
Die Bezeichnung „CR929“ entspricht im Wesentlichen der Namensgebungslogik von COMAC. „C“ steht für (die Volksrepublik) China, die sich auch im zweiten „C“ des Namens des Unternehmens Comac wiederfindet; zugleich wird dadurch eine Nähe zu den beiden großen Herstellern Airbus und Boeing im Sinne eines gleichrangigen ABC impliziert. Das „R“ steht für Russland. Zahlen spielen eine wichtige Rolle in der chinesischen Kultur. Dementsprechend repräsentiert die erste Ziffer „9“ Ewigkeit (chinesisch 永恒 yǒnghéng). Die beiden letzten Ziffern „29“ stehen für „290“, die geplante maximale Sitzplatzanzahl des Typs, so wie die Zahlen „19“ analog für die 190 Sitzplätze der Comac C919 stehen.